# Unstoppable (альбом Rascal Flatts)
| Оценки критиков      | Оценки критиков |
| Источник             | Оценка          |
| -------------------- | --------------- |
| Allmusic             | [ 1 ]           |
| About.com            | [ 2 ]           |
| Entertainment Weekly | B-              |
| Roughstock           | (favorable)     |
| USA Today            | [ 5 ]           |

«Unstoppable» — шестой студийный альбом американской кантри-группы Rascal Flatts, выпущенный 7 апреля 2009 года на лейбле Lyric Street Records. Продюсерами диска стали сами Rascal Flatts, а также Данн Хафф. Диск сразу возглавил основной американский хит-парад Billboard 200 (в 4-й раз подряд в карьере) и кантри-чарт США (в 5-й раз в карьере группы). Одна из песен (Here Comes Goodbye) стала № 1 в кантри-чарте и получила номинацию на премию Грэмми. В  итоге альбом получил платиновый статус RIAA. Благодаря Unstoppable группа Rascal Flatts с четырьмя альбомами, побывавшими на первом месте в Billboard 200 вышла на первое место по этому показателю в XXI веке, опередив группы Dave Matthews Band, Disturbed, Linkin Park, Staind и System of a Down, у которых по три диска побывало на № 1 в этом десятилетии (на 15 апреля 2009 года).

## История
Для лучшего продвижения и рекламы альбома предварительно были изданы три сингла; «Forever» (вышел 17 марта), «Love Who You Love» (релиз состоялся 24 марта) и «Things That Matter» (изданный 31 марта).
Но самый первый официальный сингл с диска, «Here Comes Goodbye», был издан ещё 20 января 2009 года, став в апреле хитом № 1 в чарте лучших кантри-песен Hot Country Songs. Соавтором её стал финалист 6-го сезона конкурса American Idol Крис Слай (Chris Sligh). Rascal Flatts совершили концертный тур (Rascal Flatts American Living Unstoppable Tour) в поддержку нового альбома и с помощью сети магазинов продаж JCPenney. Издание от JCPenney включало бонусный трек «American Living». Затем вышли ещё три сингла: Summer Nights (19 мая 2009), Why (29 сентября 2009) и Unstoppable (4 января 2010). Сам альбом вышел 7 апреля 2009 года на лейбле Lyric Street Records. В первую же неделю релиза диск занял первое место в хит-параде США Billboard 200 (где стал их шестым диском в top 10 и 4-м чарттоппером подряд) и № 1 в кантри-чарте Top Country Albums (в 5-й раз) с тиражом в 351 000 копий в США. 31 октября 2009 года тираж превысил 1 млн копий и он получил платиновый статус в США. К июне 2010 году тираж альбома составил 1 230 638 копий в США.
Альбом получил в целом смешанные, как положительные, так и умеренные отзывы музыкальных критиков и интернет-изданий, например от таких как
Roughstock, Allmusic, About.com, Entertainment Weekly, USA Today.

## Список композиций
| №                   | Название              | Автор(ы)                                    | Длительность |
| ------------------- | --------------------- | ------------------------------------------- | ------------ |
| 1.                  | «Love Who You Love»   | Jason Sellers, Neil Thrasher, Paul Jenkins  | 3:36         |
| 2.                  | «Here Comes Goodbye»  | Chris Sligh, Clint Lagerberg                | 4:04         |
| 3.                  | «Close»               | Jay DeMarcus, Michael Dulaney, Sellers      | 3:48         |
| 4.                  | «Forever»             | Sellers, Thrasher                           | 4:16         |
| 5.                  | «She'd Be California» | Jenkins, Sellers, Tim Nichols               | 4:18         |
| 6.                  | «Unstoppable»         | DeMarcus, James T. Slater, Hillary Lindsey  | 3:48         |
| 7.                  | «Things That Matter»  | Gary LeVox, Thrasher, Dulaney               | 4:41         |
| 8.                  | «Summer Nights»       | LeVox, Brett James, busbee                  | 4:03         |
| 9.                  | «Holdin' On»          | Dulaney, Thrasher, Wendell Mobley           | 4:25         |
| 10.                 | «Once»                | Kara DioGuardi, John Shanks, Jeffrey Steele | 3:50         |
| 11.                 | «Why»                 | Rob Mathes, Allen Shamblin                  | 4:58         |
| Общая длительность: | Общая длительность:   | Общая длительность:                         | 45:45        |

| №   | Название          | Длительность |
| --- | ----------------- | ------------ |
| 12. | «American Living» | 3:15         |

## Участники записи
- Джей ДеМаркус — бэк-вокал, бас-гитара
- Гэри ЛеВокс — основной вокал
- Джо Дон Руни — бэк-вокал, электрогитара

## Чарты

### Альбом
| Чарт (2009)                       | Высшая позиция |
| --------------------------------- | -------------- |
| U.S. Billboard Top Country Albums | 1              |
| U.S. Billboard 200                | 1              |
| Canadian Albums Chart             | 7              |

### Синглы
| 2009                                   | Here Comes Goodbye | 1  | 11  | 23 | 13 | 48 |
| 2009                                   | Summer Nights      | 2  | 37  | —  | —  | 61 |
| 2009                                   | Why                | 18 | 102 | —  | —  | —  |
| 2010                                   | Unstoppable        | 7  | 52  | —  | —  | 83 |
| "—" прочерк означает неучастие в чарте |                    |    |     |    |    |    |

### Итоговые годовые чарты
| Чарт (2010)                     | Позиция |
| ------------------------------- | ------- |
| US Billboard 200                | 164     |
| US Billboard Top Country Albums | 28      |